# Principato patriarcale di Aquileia
Il Principato patriarcale di Aquileia, detto anche, correttamente con riferimento al potere temporale del Patriarca, patriarcato di Aquileia, e chiamato a partire dal XIII secolo Patria del Friuli (in latino Patriae Foriiulii; in friulano Patrie dal Friûl), fu creato come principato ecclesiastico del Sacro Romano Impero dal 1077 al 1420 e perdurò come organo di rappresentanza politica (Parlamento del Friuli) fino al 1805.

## Terminologia
L'espressione patriarcato di Aquileia può essere usata per indicare tre realtà storiche ed entità giuridiche diverse, e cioè:
- la diocesi soggetta all'immediata e diretta giurisdizione del vescovo di Aquileia;
- la provincia ecclesiastica di Aquileia, ossia l'insieme delle diocesi sulle quali la Chiesa aquileiese aveva giurisdizione canonica come arcidiocesi metropolitana;
- il principato ecclesiastico sul quale il capo della Chiesa aquileiese ha esercitato dal 1077 al 1420 un potere temporale.[4]

Queste tre realtà non coincisero né temporalmente né quanto all'estensione territoriale, e subirono diverse modifiche nel corso dei secoli. Oggetto della presente voce è la terza delle entità sopra elencate.

## Estensione territoriale

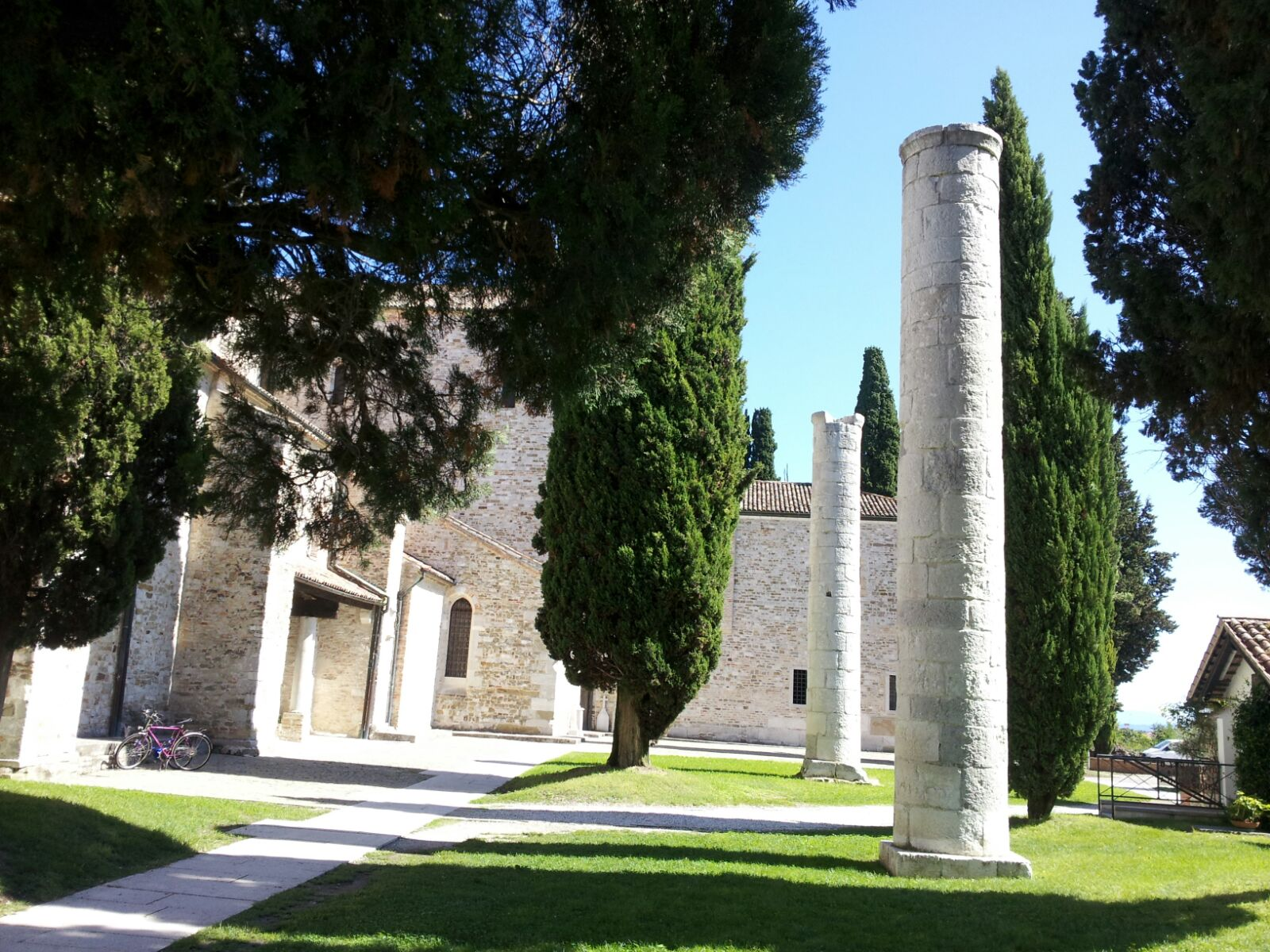
Aquileia: le uniche due colonne rimanenti del palazzo patriarcale

I patriarchi di Aquileia, che già da secoli esercitavano l'autorità religiosa sul territorio, nel 1077 ottennero anche l'investitura feudale sul Friuli, che mantennero fino al 1420. In alcuni periodi storici i confini geografici e politici della Patria del Friuli si estesero sino in Istria, Valle del Biois, Cadore, Carinzia, Carniola e Stiria.
Il patriarca ebbe la sua residenza in diversi abitati della diocesi, pur mantenendo sempre il titolo di Aquileia: nominalmente ad Aquileia, ma in realtà risiedette prima a Cormons (tra il 610 ed il 737), poi a Forum Iulii (l'odierna Cividale del Friuli) e poi, dal 1238, a Udine. La sua corte comprendeva popoli di lingua ed etnia diversi, unendo il mondo latino con quello germanico e quello slavo.

## Storia
Inquadrato nel Ducato del Friuli durante il Regno longobardo, a seguito della conquista franca il territorio friulano venne organizzato come Marca del Friuli. Nel 952 venne istituita la Marca di Verona e di Aquileia, sottoposta inizialmente al Ducato di Baviera, assieme a Istria, Carinzia e Carniola, e poi, nel 976, inquadrata nel nuovo ducato di Carinzia. Il patriarca Poppone (1019-1042), familiare e ministro dell'imperatore Corrado II, consacrata il 13 luglio 1031 la nuova cattedrale e cinta di nuove mura Aquileia, si prodigò per liberarsi dal controllo del Ducato di Carinzia e si scontrò con i Veneziani a Grado, dove fu costretto, prima dalle armi della Repubblica di Venezia e poi da un sinodo papale, a rinunciare alla conquista di Grado.

### Feudo di Aquileia

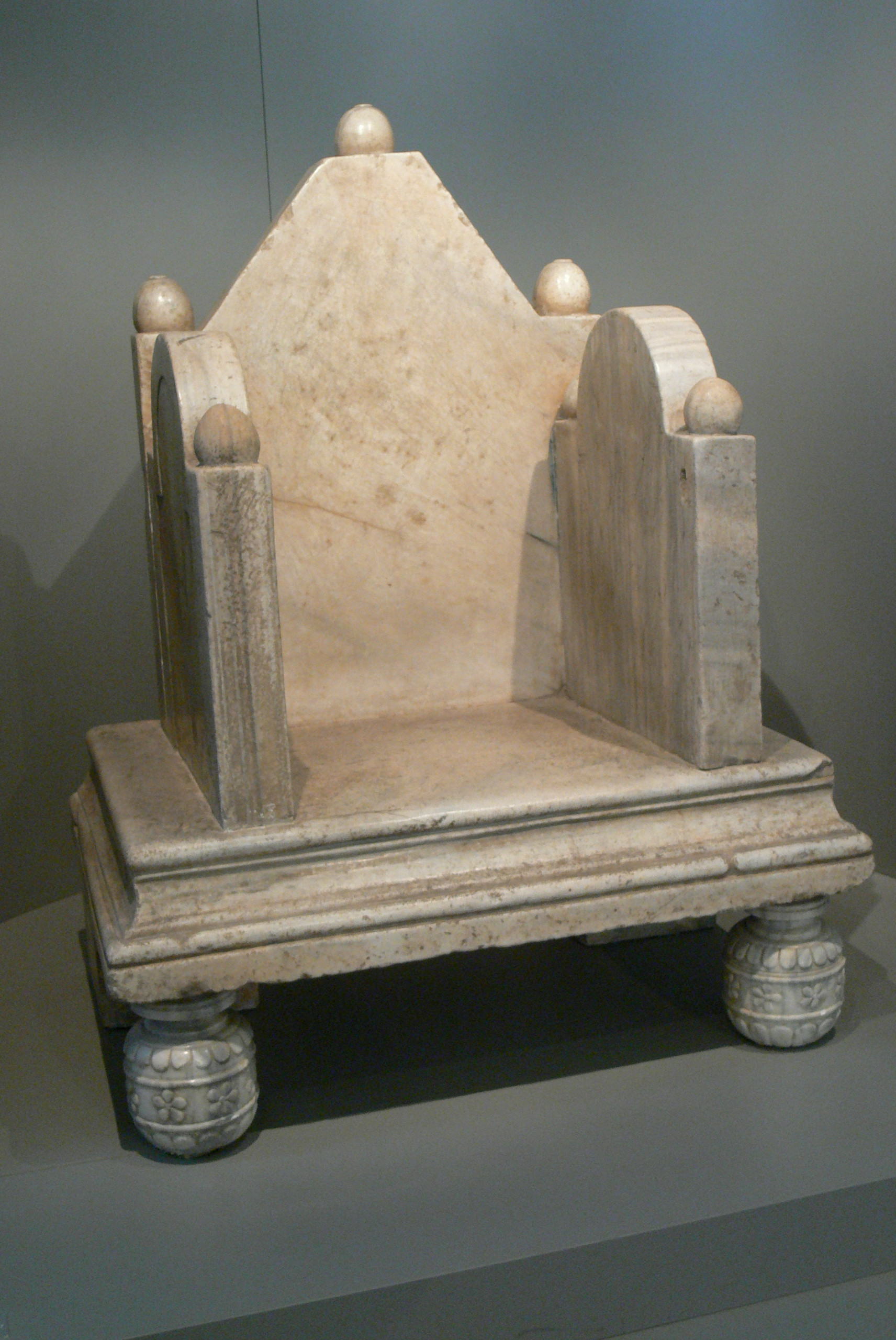
Il trono del patriarca
(Cividale del Friuli, Museo cristiano)

Enrico IV, sceso in Italia per ottenere la revoca della scomunica ricevuta da papa Gregorio VII (celebre l'episodio della cosiddetta umiliazione di Canossa), si trovò ben presto ad affrontare una rivolta dei nobili, dovuta alla sua lontananza e al fatto che il papa, pur avendo ritirato la scomunica, non aveva annullato la dichiarazione di decadenza del trono. Risolti i problemi con il papa, Enrico tentò di precipitarsi in patria per ristabilire il suo potere, scoprì però che i nobili locali che controllavano i valichi alpini si erano schierati con la nobiltà tedesca, vista al momento come favorita. Solo il patriarca di Aquileia Sigeardo di Beilstein, bavarese anche lui come l'imperatore e fedele a questi, gli concesse di passare.

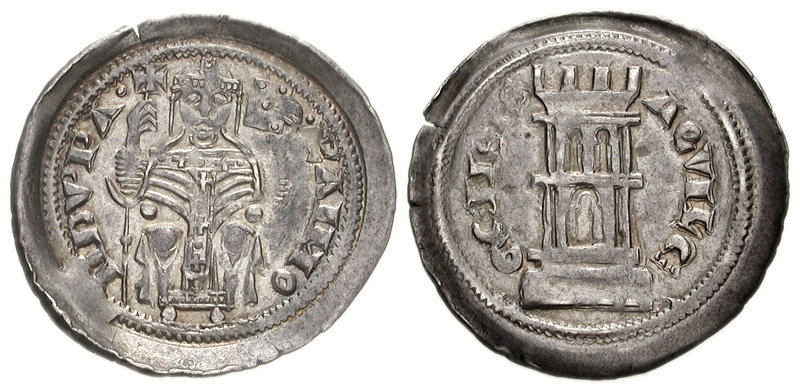
Denaro del patriarca Raimondo della Torre
(1273-1299)

Il 3 aprile 1077, per la fedeltà dimostrata, Sigeardo ottenne dall'imperatore Enrico IV, che nel frattempo era riuscito a ristabilire la sua autorità, l'investitura feudale di Duca del Friuli, Marchese d'Istria e il titolo di Principe, costituendo quindi il Principato ecclesiastico di Aquileia, feudo diretto del Sacro Romano Impero.
Il principato ecclesiastico era delimitato a nord dalle Alpi, a est dal corso del Timavo, a sud dal mare Adriatico ed a ovest dal corso del Livenza e, cosa piuttosto rara per i ducati dell'epoca, a parte alcuni piccoli territori sotto diretta dipendenza dell'Impero, godeva di unità territoriale.
I patriarchi di Aquileia, divenuti vassalli dell'imperatore, da questo momento furono soggetti all'autorità imperiale e la nomina doveva essere pertanto gradita al sovrano. I successori di Sigeardo furono pertanto per lungo tempo tutti di origine germanica, e sotto di loro il potere patriarcale giunse ad includere anche Trieste, l'Istria, la Carinzia, la Stiria, ed il Cadore.
Sotto il patriarcato di Volchero (1204-1218) grande impulso fu dato ai traffici commerciali ed alle attività produttive, fu migliorata la rete viaria e brillante fu anche l'attività culturale.
A Volchero successe il patriarca Bertoldo (1218-1251), il quale ebbe fin dall'inizio un occhio di riguardo per la città di Udine a causa della sua centralità, ed in breve tempo quest'ultima passò da piccolo villaggio a vera e propria città. L'attuale Cividale del Friuli fu sede del Patriarcato fino al 1238, anno in cui Bertoldo si trasferì a Udine, che assunse in tal modo sempre maggiore importanza, divenendo col tempo il cuore istituzionale del Friuli.
Le mire di conquista dei ghibellini (filo-imperiali) Ezzelino III da Romano e Mainardo III, conte di Gorizia costrinsero il patriarca a cercare aiuto nel partito avversario (quello guelfo) alleandosi con Venezia e con il duca di Carinzia, diventando elemento di forza della lega guelfa e creando dunque una spaccatura con la linea politica seguita fino a quel momento.
Da tale svolta il Friuli non ottenne benefici sostanziali e, anche a causa dell'assassinio di alcuni patriarchi per mano di partiti a loro avversi, si avviò ad un periodo di declino: il patriarca non riusciva più a conservare la coesione tra i comuni e frequenti divennero i tradimenti, le congiure e le lotte tra vassalli. Il conte di Gorizia divenne il principale avversario dell'autorità patriarcale. Il periodo di uno dei più importanti patriarchi, Raimondo della Torre, durato tra il 1273 e il 1299, fu segnato da una serie di conflitti. Nel 1272, l'anno prima che Gregorio X nominasse Raimondo patriarca, il re di Boemia Ottocaro II era riuscito a ristabilire il governo laico sul Friuli, mantenendo i titoli di margravio del Friuli e margravio d'Istria fino al 1276, quando venne sconfitto dall'imperatore Rodolfo I d'Asburgo. Questo fatto permise la restaurazione del principato patriarcale del Friuli, che però nel 1281 entrò in conflitto con la Repubblica di Venezia per il possesso di parte dell'Istria.

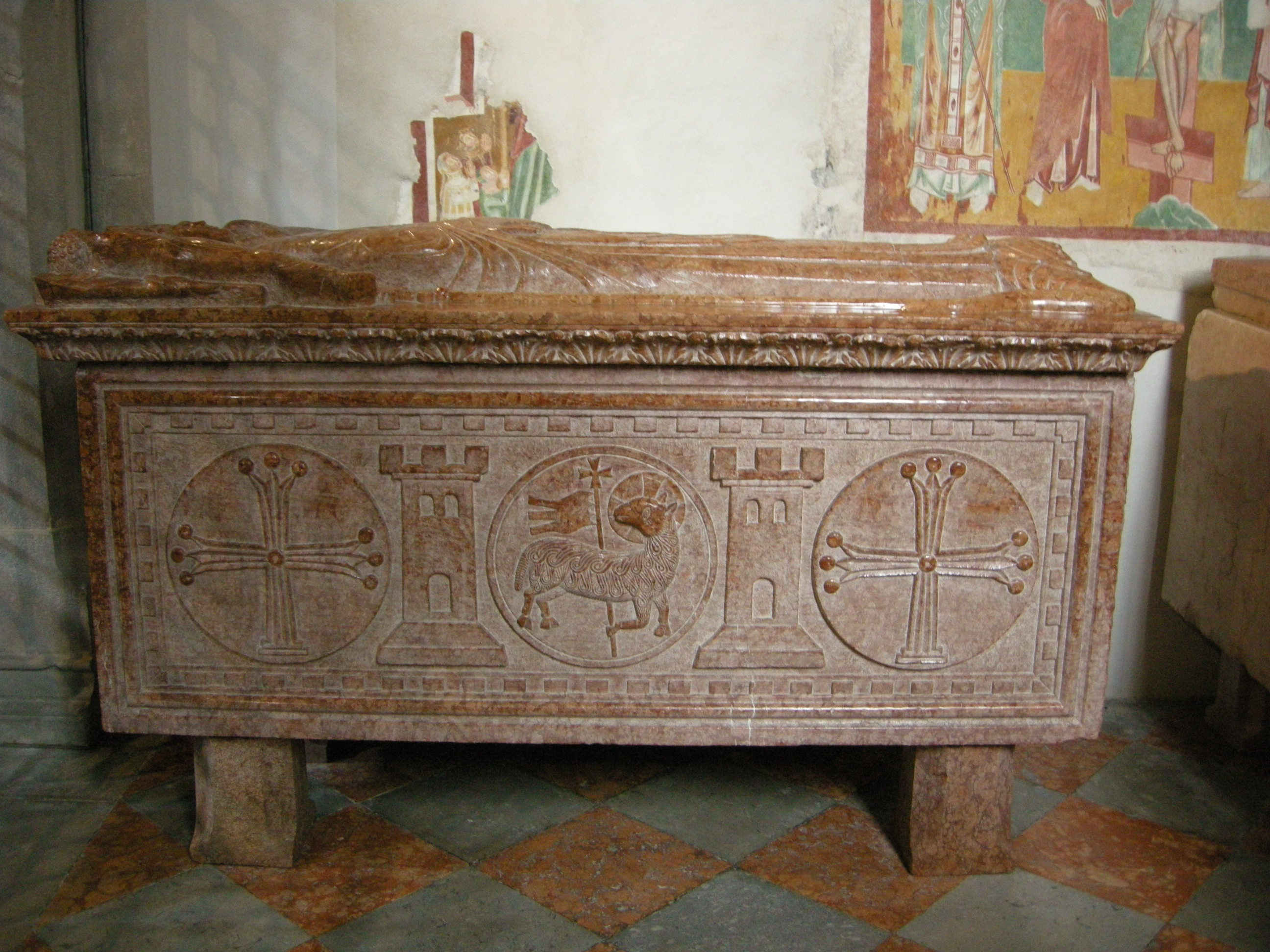
Basilica di Aquileia: sarcofago del patriarca Raimondo della Torre

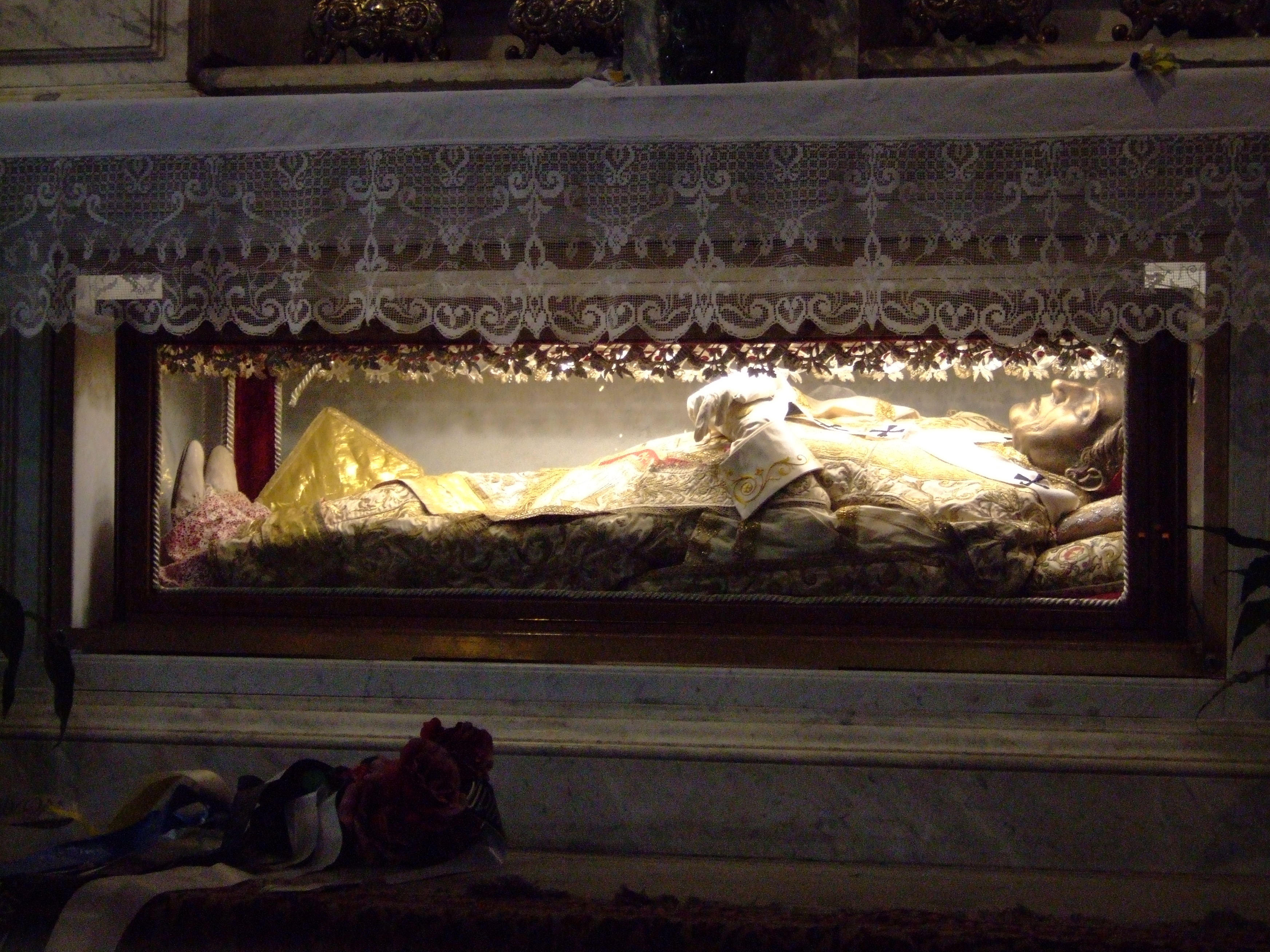
Duomo di Udine: urna del beato Bertrando di San Genesio, patriarca di Aquileia (1334-1350)

Una fase di recupero si ebbe con il patriarcato di Bertrando (1334-1350) che conseguì numerosi successi sul piano militare e diplomatico senza mai trascurare i suoi doveri di vescovo. Il 6 giugno del 1350, ormai novantenne fu ucciso in una congiura guidata dal conte di Gorizia e dal comune di Cividale presso l'attuale San Giorgio della Richinvelda.
Il patriarca Marquardo di Randeck (1365-1381) raccolse tutte le leggi emanate in precedenza nella constitutiones Patriae Foriiulii, ossia costituzione della Patria del Friuli, base del diritto friulano, che promulgò l'8 novembre 1366 a Sacile.
Con la nomina a patriarca del francese Filippo II di Alençon (1381-1388) si acutizzò il dissidio tra Udine e Cividale per l'egemonia sul patriarcato. Lo scontro degenerò nella guerra di successione al Patriarcato di Aquileia, nella quale con Cividale si schierarono gran parte dei comuni friulani, i Carraresi di Padova ed il re d'Ungheria; con Udine si schierarono invece Venezia e gli Scaligeri di Verona. La guerra ebbe termine nel 1388 con la rinuncia di Filippo II alla carica e con l'indebolimento di Padova e Verona, entrambe conquistate dai Visconti di Milano.

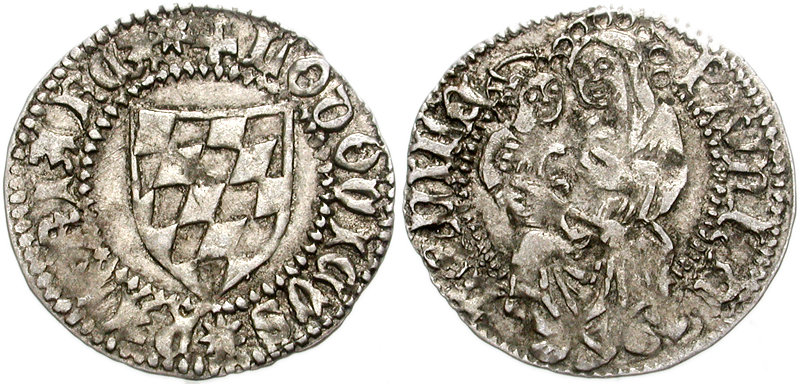
Soldo di Ludovico di Teck, ultimo patriarca sovrano (1412-1420)

Nel 1411 il Friuli divenne campo di battaglia per l'esercito imperiale (schierato con Cividale) e quello veneziano (schierato con Udine). Nel dicembre 1411 l'esercito dell'imperatore si impadronì di Udine ed il 12 luglio 1412 venne nominato nel duomo di Cividale il patriarca Ludovico di Teck, ristabilendo quindi la linea filo-imperiale. Di lì a poco i veneziani dichiararono guerra al Patriarcato, allo scopo di impadronirsi delle sue rotte commerciali e per eliminare un potente sostenitore dell'Impero, il quale a sua volta mirava a mantenere il patriarcato nella sua orbita per avere un accesso sicuro all'Adriatico. Gli scontri furono lunghi e sanguinosi, con alterne vicende, ed i veneziani si diedero spesso al saccheggio delle campagne per costringere i nemici alla fame; alla lunga però le truppe venete respinsero gradualmente quelle imperiali. Il 13 luglio 1419 i veneziani occuparono Cividale e si prepararono alla conquista di Udine, che cadde il 7 giugno 1420, dopo una strenua difesa; alla testa delle truppe di invasione e portante il vessillo di San Marco c'era Tristano Savorgnan, nobile friulano che si era "dato" a Venezia. Perso anche l'ultimo baluardo e vista sfumare ogni possibilità di vittoria, i nobili friulani si arresero, e caddero infine Gemona, San Daniele, Venzone, Tolmezzo e Monfalcone: era la fine dello Stato patriarcale friulano. La pace fra Venezia e l'Impero sancì lo stato di fatto, riconoscendo ad entrambi i contendenti il possesso dei territori occupati in quel momento.

### L'annessione alla repubblica di Venezia
Uscito gravemente indebolito dopo la guerra tra Repubblica di Venezia e regno d'Ungheria (1411-1413), nel 1420 il patriarcato venne invaso dalle truppe veneziane. Nello stesso anno ci fu un nuovo tentativo fallimentare di riconquista del territorio friulano da parte del patriarca Ludovico di Teck; il territorio rimase, così, sotto il controllo veneziano. La partita “diplomatica” non era però chiusa: sia il Sacro Romano Impero sia la Chiesa vantavano prerogative sul Patriarcato, in quanto il patriarca aveva ricevuto la Patria del Friuli in feudo dall’Imperatore, mentre il pontefice deteneva la prerogativa di nominare il patriarca. Le trattative con l’imperatore Sigismondo di Lussemburgo portarono all’elezione del doge Francesco Foscari a vicario imperiale per alcune località della Patria. Per quanto riguarda la Chiesa, le trattative furono più lunghe e difficoltose. Il pontefice Martino V chiedeva la restituzione dell’intero territorio friulano al patriarca; una pretesa del tutto inaccettabile per Venezia, la quale difendeva i suoi interessi facendo notare che il Friuli era stato conquistato tramite una guerra vittoriosa. Un primo tentativo avvenne nel 1421: Venezia sarebbe stata disposta a restituire la Patria a Ludovico di Teck, con la condizione che il pontefice risarcisse le imponenti spese di guerra. Queste prime trattative furono fallimentari. Il successivo tentativo di mediazione avvenne durante il Concilio di Basilea del 1434. La Repubblica manifestò la possibilità di accettare qualsiasi proposta fatta dal Concilio. La nuova offerta avrebbe permesso a Venezia di occupare il Friuli per altri sei anni, pagando un canone di seimila fiorini l’anno a Ludovico di Teck. Il Senato veneziano chiese, però, di abbassare il tributo. Questo portò a una nuova situazione di stallo delle trattative a causa della scomunica lanciata nel dicembre del 1435 contro la Serenissima; i veneziani ricorsero però a papa Eugenio IV, che li sciolse dalla scomunica nel marzo del 1436. Dopo la rottura tra il Concilio e Eugenio IV, l’elezione dell’antipapa Felice V da parte di Basilea e la morte di Ludovico di Teck, si aprì una nuova crisi diplomatica. Il concilio nominò nuovo patriarca Alessandro di Masovia, zio materno del futuro imperatore Federico III d’Asburgo ed estremamente ostile a Venezia. A questo punto, la Repubblica abbandonò definitivamente le trattative con il concilio, preferendo arrivare ad una soluzione diplomatica con Eugenio IV. Fu così che nel 1445, grazie all’abilità del nuovo patriarca veneziano Ludovico Trevisan, si arrivò a una sistemazione definitiva. I territori dell'ormai ex-principato ecclesiastico passarono sotto il dominio della Repubblica di Venezia, che li incorporò mantenendo per essi il nome di Patria del Friuli, quali entità autonoma nel corpo dei suoi Domini di Terraferma. In seguito alla sconfitta della repubblica di Venezia nella guerra della Lega di Cambrai, Aquileia fu annessa al Sacro Romano Impero nel 1509, facendo cessare di fatto il potere temporale dei suoi patriarchi, che rimasero signori di Aquileia, San Daniele e San Vito, fino alla soppressione del Patriarcato di Aquileia da parte di Venezia, nel 1751.

## Istituzioni

### Il parlamento del Friuli
Il Patriarcato del Friuli s'impose come una delle più significative istituzioni politiche dell'Italia del tempo, dotandosi fin dal XII secolo di un Parlamento (la prima seduta si tenne il 6 luglio del 1231, il che ne fece uno dei parlamenti più antichi d'Europa), espressione massima della società friulana sotto il profilo istituzionale. Tale organismo prevedeva una rappresentanza assembleare anche dei comuni e non solo dei nobili e del clero. Uno dei compiti principali del Parlamento era quello di decidere per la pace e per la guerra, fissando con precisione il numero di soldati che ogni feudo o città doveva fornire.
La vita di quest'istituzione si protrasse per oltre sei secoli. Il Parlamento fu mantenuto anche sotto la dominazione veneziana, anche se in parte svuotato di potere. Era composto da 70 membri, detti voci: 13 rappresentanti delle città e borghi, 12 rappresentanti del clero e 45 rappresentanti della nobiltà feudale. La sua ultima riunione si svolse nel 1805; in seguito fu abolito da Napoleone Bonaparte.